# Танасевич, Валерьян Григорьевич
Валерьян (Валериан) Григорьевич Танасевич (укр. Валер’ян Григорович Танасевич; 1908, Обиточное, Таврическая губерния — 1985, Москва) — советский учёный-правовед, специалист в области криминалистики и криминологии, доктор юридических наук, профессор. Участник Великой Отечественной войны. Член КПСС. Заслуженный юрист РСФСР (1968).

## Биография
Валерьян Танасевич родился в 1908 году в селе Обиточное (Таврическая губерния, ныне — Черниговский район Запорожской области). Высшее образование получил в Харьковском институте народного хозяйства, который окончил в 1929 году. После окончания института трудился на должности народного следователя в Винницкой области, а затем работал в Москве, занимая должности старшего следователя и прокурора следственного отдела городской прокуратуры.
Был участником Великой Отечественной войны, с первого её дня. Во время войны занимался следовательской и прокурорской работой в органах военной юстиции. Служил в военной прокуратуре Южного, Северо-Западного и Закавказского фронтов. Принимал непосредственное участие в боях, был дважды ранен в начале августа 1941 года. В 1942 году вступил в ВКП(б). По состоянию на октябрь 1944 года имел звание майора и занимал должность старшего помощника военного прокурора Закавказского фронта.
После окончания войны, в 1945 году занял вернулся в Московскую городскую прокуратуру, где занял должность начальника уголовно-судебного, а затем следственного отделов. В 1951 году перешёл на научную работу во Всесоюзный научно-исследовательский институт криминалистики Прокуратуры СССР, где последовательно занимал должности старшего научного сотрудника и заведующего сектором. В 1968 году получил профессорское звание и стал заслуженным юристом РСФСР. С 1980 года был профессором-консультантом того же НИИ.
Валерьян Григорьевич скончался в 1985 году в Москве.

## Научная деятельность
Валерьян Григорьевич будучи специалистом в областях криминалистики и криминологии занимался исследованием следующих вопросов: судебно-бухгалтерская экспертиза, уголовные методики расследования краж государственного и коллективного имущества и криминалистической характеристики преступлений. В 1958 году Валерьян Танасевич защитил кандидатскую диссертацию на тему «Теория и практика проведения ревизии и бухгалтерской экспертизы при расследовании хищений государственного и общественного имущества», а в 1967 защитил докторскую диссертацию «Проблемы борьбы с хищениями государственного и общественного имущества (расследование, выявление причин и условий, предупреждение хищений)» и получил учёную степень доктора юридических наук.
Среди научных трудов Танасевича основными были: «Ревизия и бухгалтерская экспертиза при расследовании дел о хищениях государственного и общественного имущества» (1958), «Расследование хищений неучтенной продукции» (1961; написан в соавторстве), «Основы бухгалтерского учета и судебно-бухгалтерской экспертизы» (1964; написан в соавторстве), «Теория доказательств в советском уголовном процессе» (1966, 1967, 1973; написан в соавторстве), «Руководство для следователей» (1971; написана в соавторстве), «Криминалистика» (1973), «Советская криминалистика. Теоретические проблемы» (1978; написана в соавторстве).

## Награды
Валерьян Танасевич был удостоен следующих наград: орден Красной Звезды (Приказ войскам Закавказского фронта № 15/н от 31 января 1943), орден Отечественной войны I (6 апреля 1985) и II (Приказ войскам 3-го Прибалтийского фронта № 513 от 21 октября 1944) степеней, медаль «За оборону Кавказа», заслуженный юрист РСФСР (1968).